# Bekran
Bekran (pers. بكران) – miejscowość w Iranie, w ostanie Semnan. W 2006 roku miejscowość liczyła 1350 mieszkańców w 360 rodzinach.